# Emile Gillieron
Louis-Emile-Emmanuel Gillieron, conosciuto anche come Émile Gilliéron père (per distinguerlo dal figlio) (Villeneuve, 24 ottobre 1850 – Atene, 13 ottobre 1924), è stato un archeologo, progettista e artista svizzero, noto per le sue ricostruzioni di manufatti micenei e minoici dell'età del bronzo. Dal 1877 fino alla sua morte, lavorò assieme a colleghi del calibro di Heinrich Schliemann, Arthur Evans e Georg Karo, disegnando e restaurando oggetti antichi da siti come l'Acropoli di Atene, a Micene, di Tirinto e Cnosso. Tra le sue scoperte più celebri vi sono una famosa urna funebre (chiamata Rhyton dei mietitori) e gli affreschi del Principe dei gigli e della Taurocatapsia.
È autore del manifesto della I Olimpiade moderna.